# Chloe Wilcox
Chloe Wilcox (nascuda el 20 de desembre de 1986, Carlisle) és una jugadora de waterpolo britànica. Va competir per a Gran Bretanya al Torneig femení de waterpolo dels Jocs Olímpics de 2012. Est va ser el primer equip femení de waterpolo de Gran Bretanya. També va representar Gran Bretanya als Campionats Mundials de 2013. Juga per al club català CN Mataró a la Divisió d'Honor de Waterpolo.